# Wiezen

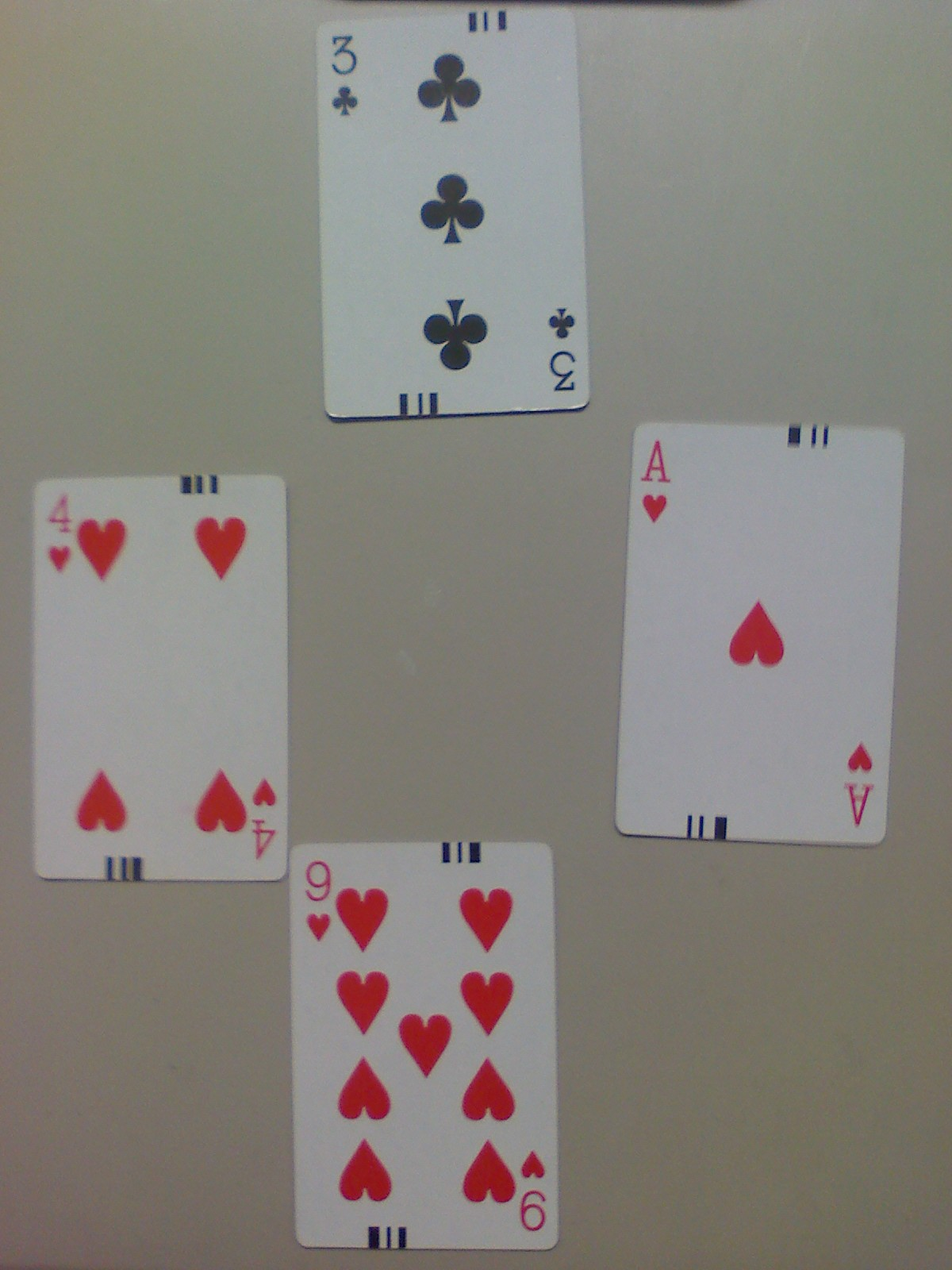
Als harten uitgekomen is, wint de speler met hartenaas de slag, tenzij klaveren troef is.

Wiezen is een kaartspel voor vier spelers, dat gebaseerd is op het Engelse whist, maar meer mogelijkheden heeft. Het wordt "twee tegen twee", "een tegen drie" of iedereen tegen elkaar gespeeld. Er bestaat geen vast partnerschap in het spel. De partner wordt steeds bepaald tijdens de eerste spelfase "het bieden". Wiezen bestaat in drie vormen, namelijk het gewone wiezen, het kleurenwiezen en het kleurenwiezen met opbieden.
Ooit was wiezen een van de meest gespeelde kaartspelletjes. Het is een eenvoudig spel, waarbij zoveel mogelijk slagen moeten worden gehaald, en dat gemakkelijk met vier spelers in huiselijke kring gespeeld kan worden. Het is een ideale training voor andere kaartspelletjes, waarbij het om slagen gaat, voor algemene kaartvaardigheid en voor samenspelen met een partner.
Begin vorige eeuw werd wiezen beetje bij beetje verdrongen door bridge, dat inmiddels 's werelds meest verbreide kaartspel is. In België (met uitzondering van West-Vlaanderen, waar gemanild wordt) bleef men wel trouw aan het spel en wordt er tot de dag van vandaag nog vaak whist gespeeld: talrijke toernooien worden over heel het land georganiseerd. Een populaire variant erop is rikken.
Er zijn ongeveer evenveel variaties op de regels als er groepen zijn die het spel spelen. Dit is vooral zo op het vlak van welke 'contracten' toegestaan zijn en de puntentelling, maar ook alle mogelijke details in verband met bijvoorbeeld troel of carte blanche kunnen variëren.

## Basisspelregels
Wiezen wordt gespeeld met een gewoon spel van 52 speelkaarten zonder jokers. De aas heeft de hoogste waarde.
Er wordt afgenomen (gecoupeerd) door de speler rechts van de deler, en elke speler krijgt dertien kaarten. De deler deelt in de richting van de klok 4 kaarten, vervolgens weer 4 en ten slotte 5 kaarten (lokaal ook 4-5-4). De deler krijgt als laatste kaarten en legt, bij het gewoon wiezen, de allerlaatste kaart omgedraaid op tafel. Deze bepaalt de kleur van de troef.
Na het delen wordt door middel van vragen en bieden bepaald welk spel er gespeeld zal worden en eventueel een andere troef. Het hoogst geklasseerde spel wordt gespeeld. Het spel wordt steeds begonnen door de speler links van de deler, uitgezonderd in het geval van "Troel", "Abondance", "Solo".
- "Troel" of "Tink": Als een speler minstens drie azen bezit, dient hij dit te bekennen door "troel" te zeggen. De speler met de vierde aas is dan zijn medespeler. Soms gebeurt het dat een speler vier azen in handen heeft: troela. Dan is de speler die harten heer bezit, de medespeler. Indien dit nog steeds dezelfde speler is, gaat men de harten af tot men de tweede speler vindt.
  - Met de kaart die de medespeler bepaalt (de vierde aas of harten heer...), moet uitgekomen worden, de kleur van deze kaart is troef en de twee spelers dienen samen 8 slagen te behalen bij troel en 9 slagen bij troela.
- "Piccolo": Als een speler overtuigd is dat hij één slag kan winnen, kan deze "piccolo" spelen. In dit geval is er geen troef en komt de speler aan de linkerkant van de deler uit. De andere spelers winnen in dit geval als ze de speler in kwestie ofwel 0, ofwel 2 of meer slagen doen winnen.
- "Abondance": Als een speler overtuigd is ten minste negen slagen te kunnen behalen, kan deze "abondance" spelen. Dan mag deze speler zelf troef maken en het spel openen door uit te komen.
- "Miserie": Als een speler overtuigd is dat hij geen enkele slag kan winnen, kan deze "miserie" spelen. In dit geval is er geen troef en komt de speler aan de linkerkant van de deler uit. De andere spelers winnen in dit geval als ze de speler in kwestie een slag doen winnen.
- "Miserie op Tafel": Als een speler, net als bij miserie, overtuigd is dat hij geen enkele slag kan winnen en dat kan doen terwijl alle andere spelers zijn kaarten zien, kan deze "blote miserie" spelen. De regels zijn verder hetzelfde als bij miserie. Dit is wel heel uitzonderlijk.
- "Solo": Net als bij abondance mag men zelf troef kiezen (dit mag ook in de gedraaide troef zijn). Maar nu moet men alle slagen halen en men mag zelf uitkomen.
- "Solo-slim": Dit is het allerhoogste bod waarbij men alle 13 slagen moet halen en waarbij de gedraaide troef blijft gelden. De speler links van de deler moet uitspelen. Dit is echter zeer uitzonderlijk.

De speler links van de deler komt uit. De tweede en volgende spelers moeten, indien mogelijk, een kaart van de uitgekomen kleur spelen. Indien ze niet kunnen volgen, gooien ze een andere kaart of spelen troef ("kopen").
Alleen de laatste gespeelde slag mag nog bekeken worden.

## Het spel
Na het delen van de kaarten kan elke speler uit volgende mogelijkheden kiezen:
| Spel               | Uitleg van het spel |
| Troel:             | De speler die drie azen in zijn hand heeft, dient verplicht "troel" aan te kondigen. De speler met de vierde aas komt die uit en deze soort is dan troef. |
| Troela:            | Indien een speler de vier azen in zijn hand houdt, wordt de speler die hartenkoning in zijn bezit heeft, zijn verplichte partner. Samen dienen ze negen slagen te halen. Indien de speler met de vier azen zelf ook nog hartenkoning in bezit heeft, is de verplichte partner die met hartendame. Enzoverder tot alle harten zijn afgelopen. |
| Passen:            | De speler wenst geen enkel initiatief te nemen om gelijk welk spelsoort te kiezen. Als alle vier de personen passen, wordt er opnieuw gedeeld. |
| Vragen en meegaan: | Een speler "vraagt" als hij van oordeel is dat hij, met hulp van een partner, acht slagen kan halen. Zelf staat hij borg voor minstens vijf (zes bij kleurenwiezen) slagen. Een speler die van oordeel is dat hij samen met de vrager het verplicht aantal slagen kan maken, waarbij hij zich borg stelt voor minstens drie slagen (twee bij kleurenwiezen) "gaat mee". Er wordt samen gewonnen of verloren. Er bestaat geen verplichting om "mee te gaan". |
| Abondance:         | (van het Frans: overvloed, veelheid) De speler speelt alleen tegen de drie andere spelers en moet minstens negen slagen halen, de troef is de keuze van de bieder. |
| Miserie:           | De speler beslist om geen enkele slag te halen. In dit spel is er geen troef. Indien iemand miserie speelt, mogen de andere spelers ook miserie spelen. Indien drie van de vier spelers miserie spelen, is de vierde speler verplicht dit ook te doen. |
| miserie op tafel)  | De speler beslist om geen enkele slag te halen terwijl de overige drie spelers zijn kaarten mogen zien. Hij legt zijn kaarten open op tafel na de eerste ronde, de tegenspelers mogen echter géén overleg plegen. Ook hier is er geen troef. |
| Solo               | De speler moet alle slagen halen in een troef naar eigen keuze (dit mag ook in de oorspronkelijk gedraaide troef zijn) Hij mag zelfuitspelen. |
| Solo slim:         | Dit is het hoogste spel. De speler moet alle slagen halen in de gedraaide troef en de speler links van de deler mag uitspelen. In het kleurenwiezen dient hij alle slagen te halen zonder dat er een kleur troef wordt gemaakt. |

Opmerking: Als een speler vraagt en niemand gaat mee, mag hij alleen gaan voor vijf slagen bij gewoon wiezen of zes bij kleurenwiezen.

## Puntenverdeling
De som van de punten moet steeds 0 zijn. De puntenverdeling hieronder is als volgt: de winnaar krijgt deze punten van al zijn verliezers(vb. in tabel x punten: 2 tegen 2, de winnaars krijgen x punten, de verliezers -x punten, 1 tegen 3, de winnaar krijgt 3x punten de verliezers elk -x punten).
| mogelijkheid       | puntenverdeling wiezen                                                                            |
| ------------------ | ------------------------------------------------------------------------------------------------- |
| Alleen gaan:       | 5 slagen = 2 p, per overslag 1                                                                    |
| Vragen en meegaan: | 8 slagen = 2 p, per overslag 1, alle slagen dubbel                                                |
| Abondance:         | (9) 4 p, (10) 7p, zelf uitspelen                                                                  |
| Miserie:           | Geen slagen = 7 p per persoon                                                                     |
| Abondance:         | (11) 8p, (12) 9p, zelf uitspelen                                                                  |
| Troel:             | 8 slagen = 4 p, per overslag +2, alle slagen = 20 p                                               |
| Open miserie:      | Geen slagen = 14 p                                                                                |
| Solo:              | 13 slagen (troef naar keuze - mag ook in gedraaide troef) = 75 p, 25 per persoon (zelf uitspelen) |
| Solo slim:         | 13 slagen in troef = 90 p, 30 per persoon (speler links van de deler moet uitspelen)              |

Indien meerdere spelers samen miserie of een variant gaan, is de puntenverdeling als volgt:
- Indien alle spelers die voor miserie gingen geslaagd zijn of allemaal niet geslaagd zijn, krijgen of verliezen ze elk de punten alsof ze alleen miserie zouden spelen.
- Indien niet alle spelers die voor miserie gingen allemaal gewonnen hebben, winnen noch verliezen de spelers die niet voor miserie gingen punten, de winnende miserie spelers krijgen de punten alsof ze alleen miserie zouden spelen.

## Varianten

### Rikken
Rikken is een variant die vermijdt dat spelers meegaan met slechte kaarten of niet meegaan met goede kaarten. De invloed van de gedraaide troefkaart is kleiner.

### Boomke wies
Bij boomke wies spelen twee paren van twee spelers tegen elkaar. Die variant vermijdt dat spelers meegaan met slechte kaarten of niet meegaan met goede kaarten.

### Kleurenwiezen
Bij kleurenwiezen wordt er géén troef gedraaid, maar wordt de troef bepaald tijdens het bieden van de spelers in de eerste spelfase.

### Vuilbakwiezen
Vuilbakwiezen of boerenwies is een vorm van gewoon wiezen en wordt dus ook met vier spelers gespeeld.
In het begin worden de kaarten over drie van de vier spelers verdeeld (ieder 17 kaarten).
De vierde speler krijgt de laatste kaart (troefkaart). Alleen hij mag die onmiddellijk zien.
Het is nu aan de drie andere spelers om ieder vier kaarten af te staan aan de vierde speler zodat iedereen evenveel kaarten heeft. Pas dan wordt de troefkaart bekendgemaakt en wordt het spel verder gespeeld zoals bij normaal wiezen.
Sommige kaarters spelen dit spelletje eenmaal, nadat alle vier spelers hebben gepast (geen spel hebben aangekondigd) en hervatten na dit spel het gewone wiezen of kleurenwiezen.

### Bandietenwiezen
Bandietenwiezen of Chinees Wiezen, kort: Chinezen, is de kleurenwiezenvariant op vuilbakwiezen. Drie van de vier spelers krijgen 17 kaarten (4,4,4,5 delen), de laatste kaart heeft de deler zelf.
De drie andere spelers geven nu elk 4 kaarten aan de deler. Daarna wordt er verder gespeeld op de gewone wijze. Let wel dat het niet altijd een goede strategie is om al de slechte (lage) kaarten af te geven aan de deler, want als iedereen dit doet, zou hij weleens open miserie kunnen gaan.
Er bestaat nog een andere variant die ook Chinees Wiezen genoemd wordt. Hierbij wordt in de eerste ronde 1 kaart gedeeld en plakt ieder deze, zonder hem te bekijken, tegen zijn voorhoofd. Door te zien wat de anderen als kaart hebben, moet men inschatten of men de slag al dan niet gaat halen. De volgende ronde is met 2 kaarten, dan 3, 4, 5 etc. tot aan 13 (indien je met 4 speelt). Het aantal slagen dat je ernaast gokt vormen strafpunten die aan het eind van elke ronde worden genoteerd. De speler met het op het einde de minste strafpunten is uiteraard de winnaar. Deze variant is in Nederland bekend als Boerenbridge.